# Georgi Awgustowitsch Time
Georgi Awgustowitsch Time (russisch Георгий Августович Тиме; * 1831 in Slatoust; † 1910 in St. Petersburg) war ein russischer Mathematiker, Markscheider und Hochschullehrer.

## Leben
Times Vater Karl August Thieme (1794–1869) hatte an der Universität Leipzig Medizin studiert und lebte ab 1824 in Russland. Nach bestandener Prüfung an der Medizinisch-Chirurgischen Akademie in St. Petersburg trat er als Arzt in den staatlichen Militärmedizinischen Dienst und wurde Arzt des 2. Kadettenkorps. 1827 nahm er die russische Staatsbürgerschaft an und heiratete Alexandra Adolfowna Agthe, Tochter des Chefs der Slatouster Hüttenwerke Adolf Agthe und Absolventin des St. Petersburger Katharina-Instituts. Im April 1828 wurde die Tochter Anna geboren, und Anfang 1829 wurde Thieme in den Ural in die Rastorgujew-Hüttenwerke der Permer Bergbau-Verwaltung geschickt. Im Dezember 1829 wurde Thieme zur Slatouster Waffenfabrik versetzt. Dort wurden die Kinder Wladimir (1830–1833), Georgi, Jelisaweta (1832–?), Nikolai (1833–1834?), German (1835–1915), Alexandra (1836–?) und Iwan geboren. 1939 wurde Thieme zum Inspektor der Nowgoroder Ärzteverwaltung ernannt, nachdem er an der Universität Kasan mit Erfolg seine Dissertation für die Promotion zum Doktor der medizinischen Wissenschaften verteidigt hatte. In Nowgorod wurde im Januar 1840 die Tochter Sofja geboren. Im selben Jahr wurde Thieme mit seiner Familie in den Adelsstand aufgenommen und im 3. Teil des Adelsstammbuchs des Gouvernements Orenburg verzeichnet.
Georgi Time studierte in St. Petersburg am Institut des Bergbauingenieurkorps. Nach dem Abschluss des Studiums 1851 wurde Time zu den Jekaterinburger Hüttenwerken geschickt. Im Dezember 1852 kam er in das Hüttenwerk Wotkinsk. Von März bis September 1853 wurde er zur Inspektion der Maschinenanlagen und des Bergbaubetriebs in Werke im Ural und im Altai geschickt. Darauf verbrachte er zwei Jahre im Ausland. Er machte ein Praktikum an der Bergakademie Freiberg bei Julius Weisbach und hörte Vorlesungen von Gustav Zeuner. An der Universität Göttingen hörte er Vorlesungen von Bernhard Riemann und war dann noch in Lüttich, um die Fortschritte der Industrie kennenzulernen.
Nach der Rückkehr nach St. Petersburg lehrte Time mathematische Wissenschaften auf dem Lehrstuhl für Analytische Mechanik und Höhere Mathematik des Instituts des Bergbauingenierskorps (1865 Ernennung zum Professor), das 1866 das Bergbau-Institut wurde. Ab 1862 lehrte er auch an der Nikolai-Marine-Akademie und hielt Vorlesungen über Höhere Mathematik, Höhere Algebra, Analytische Geometrie und Analytische Mechanik. Kurze Zeit hielt er auch eine Vorlesung über Angewandten Mechanik am St. Petersburger Kaiserlichen Forstinstitut. Wiederholt war er im Ausland und hörte Vorlesungen von Riemann an der Universität Göttingen und von Karl Weierstraß an der Universität Berlin. 1865 hielt er eine öffentliche Vorlesung über Riemanns Funktionentheorie. Als Erster in Russland hielt er eine Vorlesung über Elliptische Funktionen. Zu seinen Schülern gehörten Pafnuti Lwowitsch Tschebyschow, Ossip Iwanowitsch Somow, Wiktor Jakowlewitsch Bunjakowski, Iwan Petrowitsch Dolbnja und auch sein jüngerer Bruder Iwan. Time trug wesentlich zur Modernisierung des russischen Markscheidewesens bei.
1877 wurde Time zum Wirklichen Staatsrat (4. Rangklasse) und 1887 zum Geheimrat (3. Rangklasse) ernannt. 1902 wurde für Studenten des Bergbau-Instituts der Time-Preis für die beste Arbeit im Bereich Markscheidewesen und Mathematik eingerichtet.
Time war mit der Pastorentochter Ottilie Bogenhardt aus Freiburg im Breisgau verheiratet, die nach dem Tode ihres Mannes zu ihrer Tochter Sofja (1872–?) in italien zog und 1915 in Zürich starb. Der Sohn Iwan Georgijewitsch Time (1867–?) war Marine-Offizier der Baltischen Flotte, nahm an der Seeschlacht bei Tsushima teil, geriet in japanische Gefangenschaft und zog nach der Oktoberrevolution zu seiner Schwester in Italien. Der zweite Sohn Georgi Georgijewitsch Time (1869–1918) war Bergbauingenieur.
Time wurde auf dem Smolensker Friedhof begraben.

## Ehrungen
- Sankt-Stanislaus-Orden III. Klasse, II. Klasse mit kaiserlicher Krone, I. Klasse[5]
- Orden der Heiligen Anna III. Klasse, II. Klasse mit kaiserlicher Krone
- Orden des Heiligen Wladimir IV. Klasse, III. Klasse
- Auszeichnung für XL Jahre tadellosen Dienst